# Cypretta
Cypretta is een geslacht van kreeftachtigen uit de klasse van de Ostracoda (mosselkreeftjes).

## Soort
- Cypretta brevisaepta Furtos, 1934